# Ante Anić
Ante Anić (sinh 8 tháng 6 năm 1989) là một cầu thủ bóng đá Croatia đang thi đấu cho FC Blau-Weiß Linz.